# Mistrzostwa Świata Kobiet w Biegach Ulicznych 1984
2. Mistrzostwa Świata Kobiet w Biegach Ulicznych – zawody lekkoatletyczne zorganizowane pod egidą IAAF w Madrycie w 1984 roku. Rywalizowano w biegu na dystansie 10 kilometrów. 

## Rezultaty
| Konkurencja:  | 1. miejsce                                                    | Rezultat | 2. miejsce                                                 | Rezultat | 3. miejsce                                                   | Rezultat |
| Indywidualnie | Aurora Cunha                                                  | 33:04    | Rosa Mota                                                  | 33:18    | Carole Bradford                                              | 33:25    |
| Drużynowo     | Wielka Brytania · Carole Bradford · Debbie Peel · Carol Haigh | 1:41:24  | Portugalia · Aurora Cunha · Rosa Mota · Conceição Ferreira | 1:42:33  | Stany Zjednoczone · Gail Kingma · Jeanne Lasee · Joan Nesbit | 1:43:11  |